# Drugstore
Drugstore (på dansk medicinbutik) er et almindeligt amerikansk begreb for en type butikker, der driver et apotek. Udover medicin sælges også varer som slik, kosmetik, magasiner og lette forfriskninger. I midten af 1980'erne under højdepunktet i "war on drugs", droppede mange butikker begrebet drugstore og skiftede i stedet til det mere politisk korrekte "Pharmacy" (på dansk apotek). Drugstores er almindelige i gadebilledet i lande som USA og Japan. I lande som Tyskland og Østrig findes et lignende koncept kaldet Drogerie.